# 阿克木
阿克木是中国柯尔克孜族翻译家，1972年入新疆大学地理系就读，毕业后任职于克孜勒苏柯尔克孜自治州科委地震办。1982年进入新疆人民广播电台柯尔克孜语编辑部，1984年在北京广播学院新闻培训班学习3个月。1987年成为翻译，次年成为新闻组副组长，1995年成为副译审。
翻译有专著《论地震群测群防》（1979年）、电影剧本《带手铐的旅客》（1980年）。出版的专著，译著、论文共30余部，其中有短篇小说《遗憾》、电影剧本《乱世郎中》、科教片《哈那斯湖》，翻译长篇小说《诗人之死》后三章、《我所爱的……》等。曾获1988年自治区青年有奖翻译比赛汉译柯文组一等奖、自治区1980—1990年新时期优秀文学翻译作品评选中新时期优秀文学翻译奖。获全疆优秀广播节目奖7次。